# Свети Йоан Предтеча (Яново)
„Свети Йоан Предтеча“ или „Свети Яни“ е късносредновековна гробищна църква в светиврачкото село Яново, България, част от Неврокопската епархия на Българската православна църква.

## История
Изградена е в XVI век югоизточно от селото според преданието на мястото на стар манастир „Свети Йоан“ (Свети Яни), на който е кръстено и селото. Иконата на Благовещение е дело на мелнишкия майстор Андон Зограф.